# マダコ

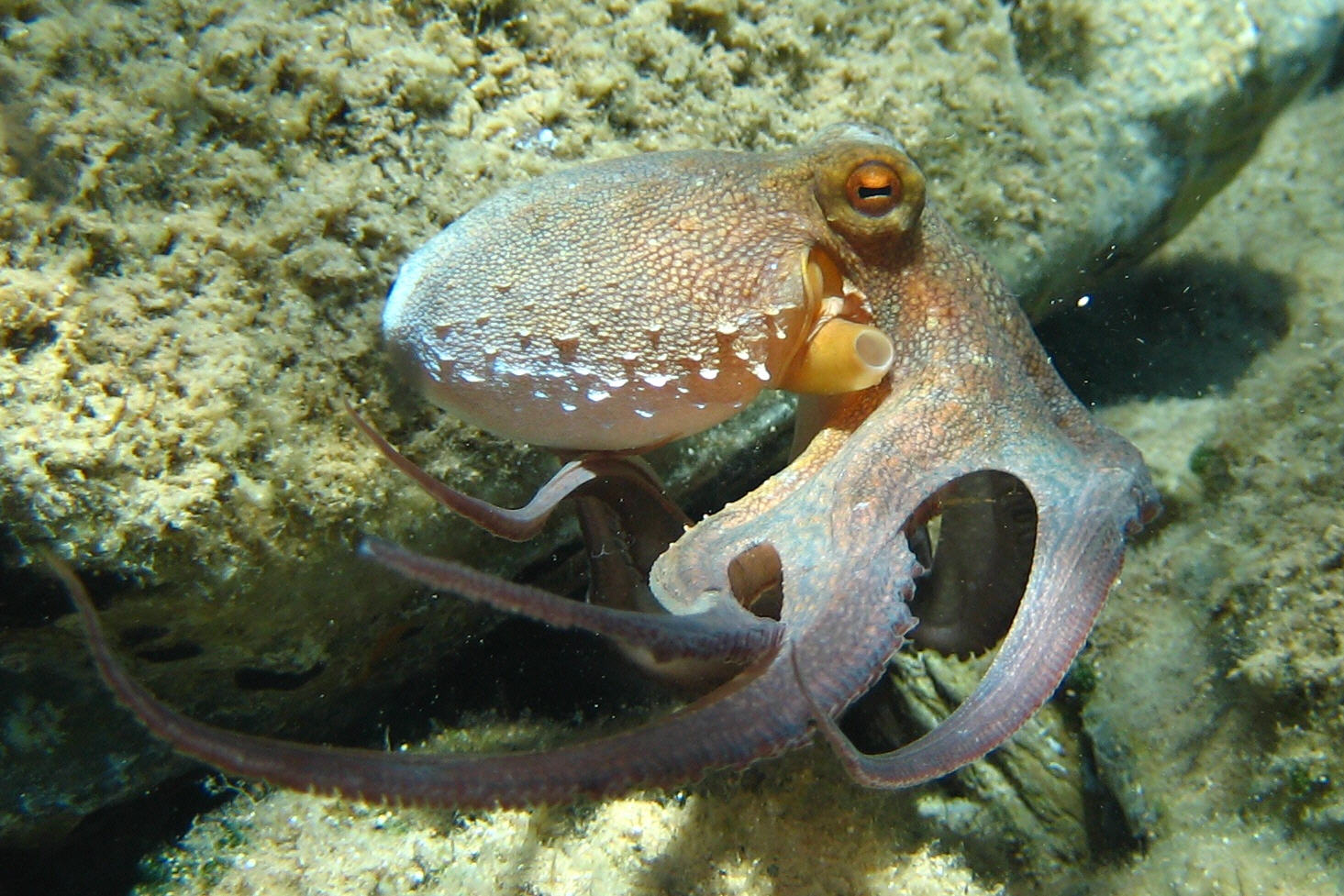
側面から見たマダコ(ギリシャにて)。

マダコ（真蛸、Octopus sinensis）は、タコ目マダコ科に属するタコの一種。東アジア沿海の熱帯・温帯海域、日本では津軽海峡（青森県風間浦村､佐井村など）以南に広く分布する。日本の本州以南では「タコ」といえば本種を指す。
かつては本種にOctopus vulgaris Cuvier, 1797という学名が用いられてきたが、I. Gleadall (2016)により、O. vulgaris（地中海・大西洋に産するチチュウカイマダコ）と別種であり、Octopus sinensis d'Orbigny, 1841が有効であるとされた。

## 特徴
腕を含めた体長は約60 cmで、腕は胴体（いわゆる「頭」）の約3倍の長さだが、体はしなやかである程度まで伸縮する。体表は低い突起が密生し、さらに全身の皮膚には色素細胞が分布する。周囲の環境に合わせて体色や突起の長さを数秒ほどで変更でき、岩石や海藻によく擬態する。無脊椎動物の中では特に知能の高い種だと考えられている。
オスとメスは大きさ（メスのほうが体長が大きくなる）、交接腕の有無（オスに特有）、吸盤の並び方（メスの吸盤のほうが規則的）で区別できる。
浅い海の岩礁やサンゴ礁に生息するが、外洋に面した海域に多く内湾には少ないほか、真水を嫌って汽水域には生息しない。同じ海域にとどまって生息していると考えられているが、常磐沖では季節によって移動する渡りダコまたは通りダコと呼ばれるものもみられる。
昼は海底の岩穴や岩の割れ目にひそみ、夜に活動して甲殻類や二枚貝を食べる。その際には獲物を腕で絡め捕り、毒性を含む唾液を注入して麻痺させ、腕の吸盤で硬い殻もこじ開ける。この唾液はヒトにもかなりの毒性を発揮し、咬まれた場合は相当な期間、痛みが続くことがある。
天敵は人間以外にも、海鳥、ウツボ、沿岸性のサメ、エイなどが挙げられる。危険を感じると墨を吐き、敵の視覚や嗅覚をくらませる。腕を自切することもでき、欠けた腕はしばらくすると元通りに再生する。また自分の腕を食べる行動が観察されていて、この行動は何らかの病原体によって引き起こされると考えられており、腕を食べ始めたマダコは数日以内に死亡する。

## 生活史
繁殖期は春から初夏で、交尾したメスは岩陰に潜み、長径2.5 mmほどの楕円形の卵を数万-十数万個も産む。マダコの卵は房状にかたまり、フジの花のように見えることから海藤花（）とも呼ばれる。メスは孵化するまで餌を摂らずに卵の下に留まり、漏斗で海水を吹きつけたり、卵を狙う魚などを追い払ったりして卵の世話をする。しかし、人間や他の動物が一定以上邪魔をすると、育児放棄する。卵は1か月ほどで孵化するが、メスは孵化を見届けた直後に死ぬ。
孵化直後の子ダコは体は、ほぼ透明で、胴体部分が体の大部分を占めるが、体には色素胞があり、腕に吸盤もある。子ダコは海流に乗って分布を広げるが、この間に多くが他の生物に捕食される。
海底に定着した後は、2年ほどで急成長し、繁殖して寿命を終える。

## 利用
日本では重要な水産資源で、タコ類の中では最も産額が多い。瀬戸内海の兵庫県明石市沖でとれる「明石ダコ」が珍重される。カニや疑似餌を使った釣りも行われるが、物陰に潜む習性を利用した「蛸壺（）漁法」が主流である。大阪湾沿岸の弥生時代の遺跡からも、蛸壺用と思われる土器が大量に発掘されており、古くから食用にされていたことがうかがえる。
塩で揉み洗いしてから茹でて、酢蛸、煮物、寿司種、燻製や干物、たこ焼きや明石焼きの具などにする。茹でずに生で刺身にしたり、薄切りにしてしゃぶしゃぶにしたりすることもある。
日本のタコ需要は、沿岸漁業だけでは賄いきれないため、近縁種がアフリカ大陸北西の大西洋岸諸国からも輸入されている。モロッコからの輸入は、一時日本での消費量の4割を占めていたが、乱獲によって漁獲量が減少し、2003年から1年あたり8か月程度の禁漁規制が続けられている。モーリタニアも有力な輸出元である。
一方、タコは英語で「デビル・フィッシュ（Devil fish=悪魔の魚）」と呼ばれており、欧米で食用にするのは長らく南ヨーロッパの一部地域に限られていた。イタリアやギリシャの地中海沿岸や、スペイン北西部のガリシア州（ポルボ・ア・フェイラというタコ料理が有名）などである。こうした南欧のタコ食文化が、観光客や移民を通じてヨーロッパの他地域やアメリカ合衆国にも広がり、国際市場では日本の商社との購買競争が激しくなって、価格高騰が起きている。 
2017年6月8日、日本水産はマダコの完全養殖技術を構築したと発表した。